# Robert Mueller
Robert Swan Mueller III (født 7. august 1944 i Manhattan, New York, USA) er en amerikansk jurist, der fra 2017-2019 var særlig anklager i forbindelse med undersøgelsen af Trump-kampagnens forbindelser til Rusland i forbindelse med præsidentvalget i USA 2016.
Han er uddannet ved Princeton University (bachelor, 1966), New York University (master, 1968) og University of Virginia (juraeksamen, 1973). Efterfølgende har han været offentlig anklager i Californien (1976-1982 og igen 1998-2001), assistent for den offentlige anklager i Massachusetts (1982-1987) og assistent for justitsministeren (1989-1993). Fra 4. september 2001 til 4. september 2013 var han direktør for FBI - hvilket gør ham til den længst siddende direktør for FBI siden J. Edgar Hoover. Mellem 1968 og 1971 var han officer i dem amerikanske flåde i Vietnam.
Han voksede op udenfor Philadelphia og har gået i skole i New Hampshire, hvor han både spillede fodbold, lacrosse og hockey.